# Paralimulodes
Genre
Paralimulodes est un genre de coléoptères de la famille des Ptiliidae.